# Estere di Hagemann
L'estere di Hagemann è un estere che oltre alla funzione esterea possiede anche una funzione chetonica. Il composto è usato in chimica organica per la sintesi di varie sostanze naturali, come steroli e terpeni.

## Storia
La sintesi del composto fu pubblicata per la prima volta nel 1893 dal chimico tedesco Carl Hagemann. La sintesi originale partiva da acetoacetato di etile e diiodometano. L'anno successivo Emil Knoevenagel pubblicò una sintesi differente e chiarì la struttura del composto. In seguito furono sviluppati ulteriori metodi di sintesi e nacque la denominazione estere di Hagemann.

## Sintesi
Esistono vari metodi per sintetizzare il composto. Una descrizione schematica delle procedure è la seguente:
- Metodo di Hagemann. Due equivalenti di acetoacetato di etile 1 e un equivalente di diiodometano vengono fatti reagire in presenza di metossido di sodio per formare l'estere dietilico dell'acido 2,4-diacetilpentanoico 2. Quest'ultimo viene poi ciclizzato 3 con idrossido di sodio per arrivare infine all'estere di Hagemann 4.[4]

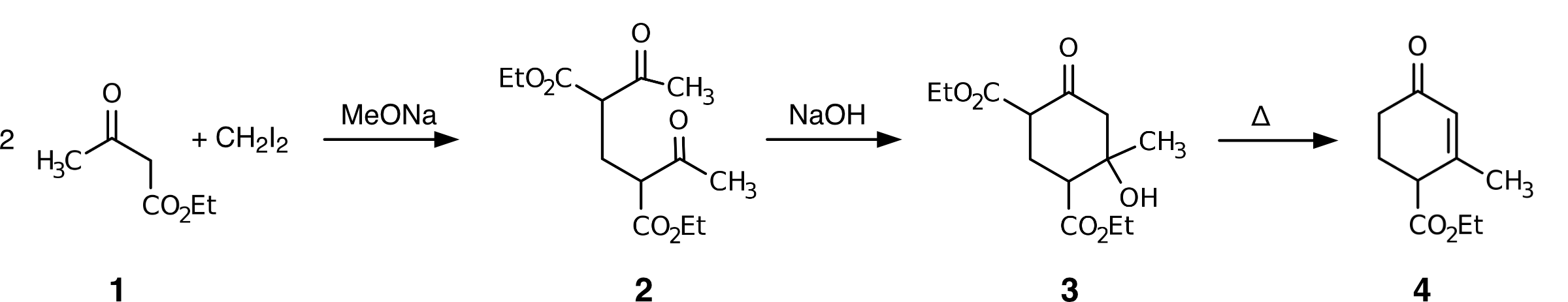
Sintesi dell'estere di Hagemann, secondo il metodo originale di Hagemann

- Metodo di Knoevenagel. La procedura è simile al metodo di Hagemann. Due equivalenti di acetoacetato di etile 1 sono fatti condensare con un equivalente di formaldeide in presenza di quantità catalitiche di piperidina per ottenere 2. Segue ciclizzazione 3 per arrivare infine all'estere di Hagemann 4.[6]

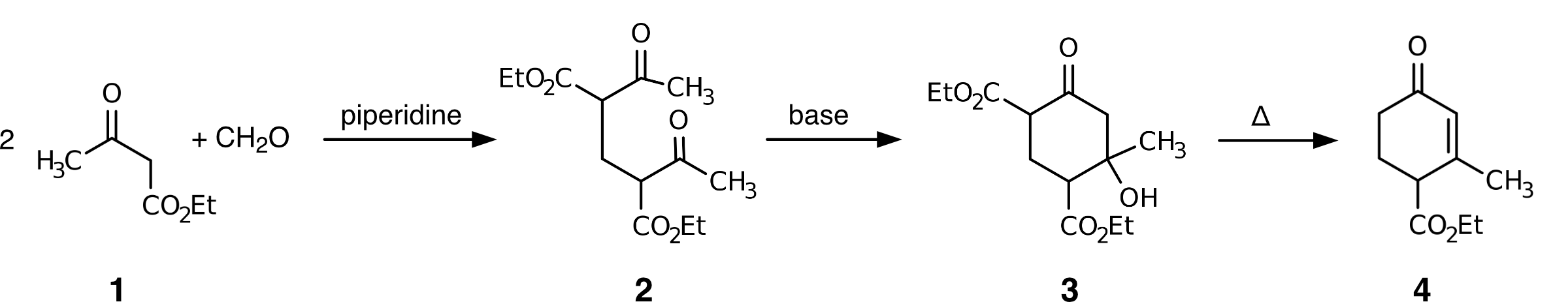
Sintesi dell'estere di Hagemann, secondo il metodo di Knoevenagel

- Metodo di Mannich e Fourneau. Viene usato lo ioduro di dietil-metil-(3-osso-butil)-ammonio come precursore del metil vinil chetone 1, da far reagire con acetoacetato di etile 2 per ottenere l'intermedio 3, che poi ciclizza con metossido di sodio per arrivare all'estere di Hagemann 4.[7]

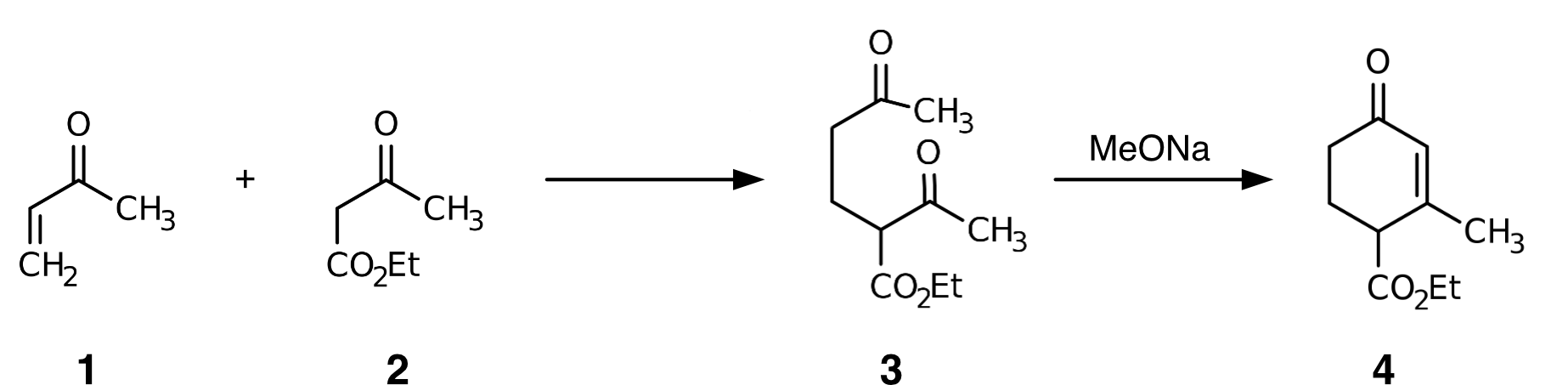
Sintesi dell'estere di Hagemann, secondo il metodo di Mannich e Fourneau

- Metodo di Newman e Lloyd. Il 2-metossi-1,3-butadiene 1 e il 2-butinoato di etile 2 vengono fatti reagire in una reazione di Diels-Alder; il prodotto della reazione 3 viene quindi idrolizzato ottenendo l'estere di Hagemann 4.[8] Variando i sostituenti sul butinoato di partenza si possono ottenere derivati dell'estere di Hagemann con differenti sostituenti alchilici sull'anello.[3]

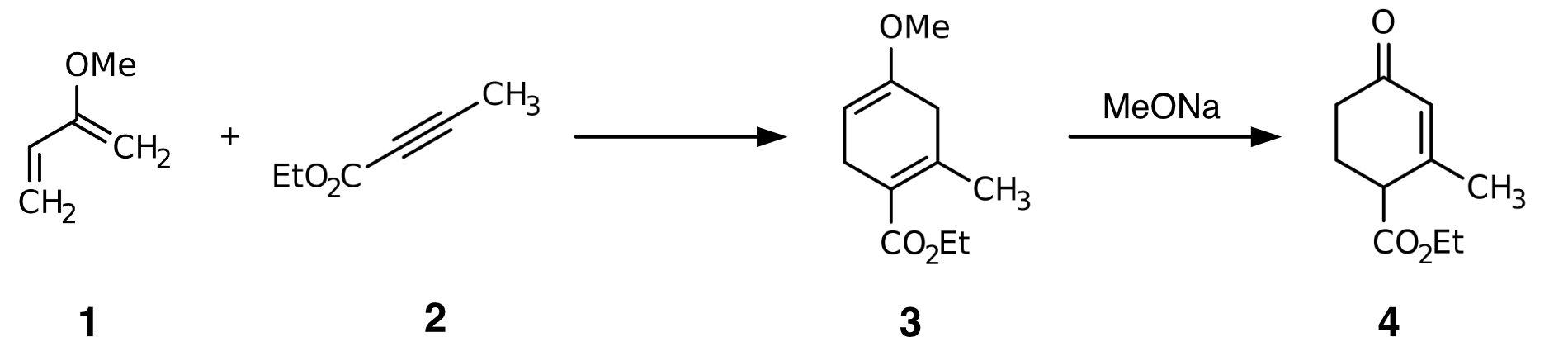
Sintesi dell'estere di Hagemann, secondo il metodo di Newman e Lloyd

## Usi
L'estere di Hagemann è stato usato come building block in molte sintesi. Alcuni esempi sono i seguenti:
- L'estere di Hagemann è stato alchilato per ottenere un intermedio chiave per la sintesi dell'acido trisporico, un feromone terpenoide presente in alcune specie di funghi.[9]
- È stato usato in reazioni di Diels-Alder inverse electron demand per ottenere dimeri di sesquiterpeni.[10]
- Derivati dell'estere di Hagemann sono stati usati per la sintesi di triazoli[11][12] e fenoli.[13]